# Lisa (Teleorman)
Lisa is een Roemeense gemeente in het district Teleorman.
Lisa telt 2365 inwoners.